# Tịnh xá Ngọc Quang
Tịnh xá Ngọc Quang tọa lạc ở số 22 đường Đoàn Thị Điểm, phường Thắng Lợi, thành phố Buôn Ma Thuột, tỉnh Dak Lak với diện tích 3.123 m2.Tịnh xá thuộc phái Đạo Phật Khất Sĩ Việt Nam, Giáo đoàn III.

## Lược sử hình thành
Năm Canh Tý (1960), Đức Thầy Giác An đã dừng bước hóa độ tại nơi đây, với tâm nguyện hoằng pháp lợi sanh của Đức Thầy và sự nhiệt thành bảo trợ của chư thiện nam tín nữ, tịnh xá Ngọc Quang đã được dựng lên.

## Tổng quan kiến trúc
Tới năm 2004 sau hơn 40 năm xây dựng và phát triển, cơ sở vật chất của tịnh xá đã bắt đầu xuống cấp.Thượng tọa Thích Giác Dũng đã quyết định đại trùng tu và mở rộng tịnh xá với các công trình chính như: Chánh điện, Giảng đường, Tăng xá, Bảo tháp Xá Lợi, Quan Âm các.
Sáng ngày 11 tháng 3 năm Ất Mùi (ngày 29 tháng 4 năm 2015), chư Tăng và các Phật tử tịnh xá Ngọc Quang long trọng tổ chức lễ khởi công xây dựng Nhà sinh hoạt 3 tầng, ngôi Bảo Tháp Xá Lợi 7 tầng và tháp chuông 1 tầng.
Ngày nay, tịnh xá Ngọc Quang là một đạo tràng tu học, sinh hoạt nghiêm túc,quy củ cho hàng ngàn Phật tử của Hệ phái Khất Sĩ vùng Tây Nguyên.

## Kỷ lục Việt Nam
Ngày 24 tháng 5 năm 2009, Trung tâm sách Kỷ lục Việt Nam trao tặng cho tịnh xá Ngọc Quang vinh dự đón nhận Kỷ lục Việt Nam về "tịnh xá Khất Sĩ đầu tiên quy y Tam Bảo cho đồng bào Ê-đê ở Việt Nam".

## Một số hình ảnh về tịnh xá Ngọc Quang thành phố Buôn Ma Thuột

Tượng phật Thích Ca ở Chánh điện
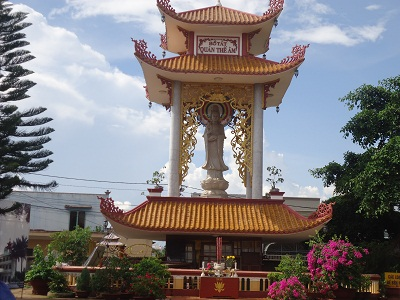
Quan Âm các
Chuông của Tịnh xá